# كأس غواتيمالا
كأس غواتيمالا (بالإسبانية: Copa de Guatemala)‏ ، هي بطولة كرة قدم رسمية في غواتيمالا ، أسست سنة 1904م وجددت إنشائها سنة 2003م ، وتشارك فيه الأندية المرخصة لاتحاد غواتيمالا لكرة القدم.

## مصدر
- Guatemala - List of Cup Winners